# Family Express
Family Express è un film del 1990 diretto da George Nicolas Hayek, con protagonisti Peter Fonda, Victoria Vera e Maurizio Latini.

## Trama
Milano. Marcello è un bambino orfano che vive con lo zio Franco, venditore di orologi falsi, presso un autogrill. Per guadagnarsi da vivere, il bambino pulisce i parabrezza in una stazione di servizio e deruba i passeggeri dei pullman. Un giorno, durante un furto, si addormenta in un pullman diretto in Svizzera. Giunto a Zurigo, entra in un albergo e si intrufola nella stanza di un prestigiatore americano, Nick, addormentato a causa del troppo alcol e di un sonnifero ed è innamorato di Wanda, di origini spagnole e dipendente dell'albergo. Quest'ultima spia una conversazione tra il boss Charlie e i due criminali Max e Freddy e scopre che i tre malviventi hanno deciso di punire Nick a causa di un debito non pagato. Sconvolta, si reca immediatamente da Nick per avvertirlo trovandolo addormentato e in compagnia di Marcello, scambiato da lei per suo figlio. Wanda decide di scappare insieme ai due con una Mercedes. Max e Freddy però, sottraendole l'auto, li inseguono. Durante la fuga, Wanda e Marcello decidono di portare con loro un grande cane. Marcello convince, inoltre, la ragazza a dirigersi a Milano, dove intanto lo zio lo sta cercando. Improvvisamente Nick riprende i sensi ed entra in un furgone di manichini, mentre la ragazza consegna Charlie, Max e Freddiy ai finanzieri e ai poliziotti. Giunti a Milano, Marcello ritrova lo zio, mentre Wanda si ricongiunge a Nick.

## Accoglienza
Alessandra Levantesi scrive ne La Stampa che "in 'Family Express' Peter Fonda, unico nome di rilievo del cast, dorme quasi tutto il tempo; Maurizio Latini e Victoria Vera prestano volti gradevoli a inconsistenti personaggi e possibili effetti comici sono annullati dalla mancanza di tempi giusti".